# Дабижа
Дабижа (рум. Dabija) — молдавский княжеский род.

## История рода
Род восходит до XVII века и переселился в Россию в 1812 году. Внесён в родословную книгу Херсонской губернии.
Известно, что один из членов рода — Евстратий Дабижа-воевода — занимал княжеский молдавский престол в 1662—1666 годах.
Высочайшим указом (08 февраля 1895) секретарю Императорского генерального консульства в Азербайджане коллежскому асессору Аристиду Дабижа, предоставлено с нисходящим потомством, пользоваться княжеским титулом, с коим дед его Дмитрий Дабижа, принят был в службу России. Высочайшим указом (04 мая 1900) ротмистру 21 драгунского Белорусского Его Императорского Величества великого князя Михаила Николаевича полка — Евгению Дабижа, дозволено потомственно пользоваться княжеским титулом, с коим дед его Дмитрий Дабижа принят был на службу в Россию. Высочайшим указом (12 апреля 1906) ротмистру Томашевской бригады 4 округа отдельного корпуса пограничной стражи — Иерониму Дабижа и капитану 222 пехотного Шацкого полка — Василию Дабижа, с нисходящим их потомством, дозволено пользоваться княжеским титулом, с коим дед их Дмитрий Дабижа принят был на службу в Россию. Его сын Александр Васильевич (1860—1899) был дипломатом и умер в чине статского советника.

## Описание герба
В червлёном щите серебряный двуглавый орёл древнего изображения с двумя золотыми лилиями в лапах. На груди орла щит, поделённый серебряным узким крестом на четыре части. В первой и четвёртой червлёных частях золотая древняя корона с тремя лилиеобразными зубцами. Во второй и третьей червлёно-лазуревых частях — серебряная буйволовая голова. Над головой, в червлёном поле, золотая пятиконечная звезда. На середине креста положен малый щиток с серебряной перевязью влево. Вверху и внизу перевязи по три золотые лилии. Малый щиток увенчан золотой древней короной с тремя лилиеобразными зубцами.
Над большим щитом пять коронованных шлемов. Нашлемники: среднего шлема — серебряный двуглавый орёл, на его груди две червлёные лилии; второго и четвёртого — павлиний хвост натурального цвета; четвёртого — два золотых буйволовых рогах, между ними встающий червлёный лев, коронованный золотой короной, держащий обеими лапами золотой скипетр с лилиеобразным верхним концом; пятого — серебряные сложенные орлиные крылья, между которых согнутая правая рука в червлёных латах, держащая серебряный меч с золотой рукояткой. Щитодержатели: два серебряных ангела с распущенными золотыми волосами, в лазуревых одеждах, усеянных золотыми лилиями, со скрещенными на груди двумя серебряными лентами, украшенными золотыми крестиками и серебряным поясом держат два лазуревых на золотых древках значка с эмблемами малого щитка. Девиз: «ТАКО ХОЩЕТ БОГ» лазуревыми буквами на золотой ленте. Герб украшен княжеской короной. Герб рода князей Дабижа внесен в Часть 16 Общего гербовника дворянских родов Всероссийской империи.